# Mike Young
Michael Lamor Young Jr., detto Mike (Duquesne, 5 settembre 1994), è un cestista statunitense.

## Palmarès
- Coppa di Polonia: 1

Stal Ostrów: 2022